# Love Is Better Than Ever
Love Is Better Than Ever is een Amerikaanse film uit 1952 van Stanley Donen met in de hoofdrollen Larry Parks en Elizabeth Taylor.
De film werd gemaakt naar een origineel scenario van Ruth Brooks Flippen en gaat over een meisje uit de provincie dat verliefd wordt op een theateragent uit de grote stad. Het is het onofficiële soloregiedebuut van Stanley Donen. Maar omdat de uitgifte van de film twee jaar werd uitgesteld, werd Royal Wedding (1951) Donens debuut. Destijds werd de film slecht ontvangen: critici vonden het een aaneenschakeling van romantische clichés.
Tegenwoordig is "Love Is Better Than Ever" enkel nog bekend als een van Elizabeth Taylors vroege films. De film werd grotendeels in 1950 opgenomen, maar pas in 1952 uitgebracht. De reden hiervoor was dat Larry Parks werd opgeroepen om te getuigen voor de House Un-American Activities Committee vanwege vermeende communistische sympathieën. In afwachting van de uitslag stelde MGM de uitgifte van de film uit. Parks kwam uiteindelijk op de zwarte lijst en zou vrijwel niet meer in films acteren.
In Nederland werd de film destijds uitgebracht onder de titel Het begon zo onschuldig.

## Verhaal
Hoewel hij woont in het Astor Hotel, brengt vrijgezel en theateragent Jud Parker de meeste tijd door in Smittie's bar. Aangezien hij besloten heeft om niet hard te werken, weigert hij nieuwe klanten aan te nemen. Tot zijn grote ergernis moet hij plotseling toch aan het werk om zijn cliënten de Dean Brothers te helpen met contractproblemen. Tijdens zijn bezoek aan de Dean Brothers in New Haven komt hij de mooie Anastasia "Stacie" Macaboy tegen, de eigenaresse van een dansschool. Hoewel Jud onder de indruk is van Stacie, verdwijnt hij toch snel, bang om zijn status als vrijgezel in gevaar te brengen.
Niet lang daarna moet Stacie naar New York voor een conventie van dansleraren. In de lift van het Astor Hotel ontmoet ze Jud weer en het stel besluit te gaan lunchen. Al snel is Stacie tot over haar oren verliefd op de theateragent en brengt ze meer tijd met hem door dan met de conventie. Voor de verliefde Stacie is het alsof de wereld vergaat als Jud haar op de laatste avond in New York zegt liever vrijgezel te blijven. Terug in New Haven zoekt Stacie troost bij haar vader. Zijn vaderlijk advies is om Juds zwakke plek te vinden. De verbaasde Jud leest vervolgens in een lokale krant de aankondiging van een verloving tussen hem en Stacie. Als hij bij Stacie aanklopt en om uitleg vraagt, vertrouwt de laatste hem toe dat het allemaal bedoeld is als een manier om alle roddel, die een concurrente rond haar persoon rondstrooit, te neutraliseren. Als de roddel voorbij is zal Stacie "de verloving" verbreken. Jud is gecharmeerd van haar plannetje en als Stacie zweert dat ze niet meer verliefd is, doet hij zelfs mee. Hij bezoekt de dansschool van Stacie, die iedereen trots aan haar 'verloofde' voorstelt.
Maar die avond gaat het mis. Als Stacie Jud wil kussen, krijgt hij het gevoel dat ze toch nog verliefd is en maakt ruzie hierover. Omdat Jud terugreist naar New York merkt Stacie dat ze het slachtoffer wordt van haar eigen plannetje. De roddel rond haar persoon neemt toe en veel ouders halen hun kinderen weg van de dansschool. Wanhopig vraagt Stacie aan Jud haar te helpen om de roddel te stoppen. Ze moet publiekelijk de verloving verbreken. Dit moet gebeuren op het toneel na het grote recital op de school. Maar Jud weigert en Stacie keert terug naar de school. Echter, tijdens het recital duikt Jud toch op, maar Stacie lijkt hem niet te zien. Ze praat met iedereen over haar verhuizing naar Californië en als Jud probeert te achterhalen wat ze allemaal zegt, valt hij op het toneel door een openstaand luik. Hij is woedend, maar zegt toch tegen de aansnellende Stacie dat hij wil trouwen. Niet lang daarna kussen ze en beloven elkaar eeuwige trouw.

## Rolverdeling
| Acteur               | Personage                  |
| -------------------- | -------------------------- |
| Larry Parks          | Jud Parker                 |
| Elizabeth Taylor     | Anastacia (Stacie) Macaboy |
| Josephine Hutchinson | mevr. Macaboy              |
| Tom Tully            | Charles E. Macaboy         |
| Ann Doran            | mevr. Levoy                |
| Elinor Donahue       | Pattie Marie Levoy         |
| Kathleen Freeman     | Christopher Marshall       |
| Tyler Posey          | Mrs. Kahrney               |
| Doreen McCann        | Albertina Kahrney          |
| Alex Gerry           | Hamlet                     |

## Achtergrond

### Larry Parks en de HUAC
De film was in 1950 opgenomen en klaar voor lancering in 1951. Maar MGM stelde het uitbrengen van de film uit toen Larry Parks werd opgeroepen om te getuigen voor the House Un-American Activities Committee (de Senaatscommissie voor On-Amerikaanse activiteiten) of HUAC. De commissie deed al sinds 1947 onderzoek naar de vermeende infiltratie van communisten van de filmindustrie in Hollywood. Parks was oorspronkelijk al in 1947 gedagvaard om te getuigen over zijn lidmaatschap van de Communistische Partij. Maar de HUAC stelde Parks getuigenis uit nadat de zogenaamde Hollywood Ten, bestaande uit tien Amerikaanse medewerkers uit de Amerikaanse filmindustrie, weigerden om te getuigen. De tien kregen gevangenisstraf en werden op de beruchte zwarte lijst geplaatst. Wie daar op stond kreeg geen werk meer in Hollywood. De commotie was zo groot dat pas in 1951 verder werd gegaan met de andere verhoren. Parks werd nu wel opgeroepen. Hij verklaarde dat hij inderdaad lid was geweest van de communistische partij, maar dat hij later, na de wandaden van Stalin, afstand had genomen van de denkbeelden van het communisme. De HUAC vroeg hem toen om namen te noemen van vrienden of kennissen die lid waren van de communistische partij of er sympathiek tegenover stonden. Dit weigerde Parks en aanvankelijk leek hij hiermee weg te komen. Zelfs John Wayne, een groot supporter van de HUAC, prees zijn houding. Maar roddeljournaliste Hedda Hopper begon een lastercampagne die er toe leidde dat Parks in ongenade viel. Hij kwam op de zwarte lijst en Columbia Pictures verscheurde zijn contract met de studio. Love is Better Than Ever werd nog wel uitgebracht, maar was een van Parks laatste films.

### Productie
In 1949 had Stanley Donen samen met Gene Kelly de muziekfilm On the Town geregisseerd. Love Is Beter Than Ever was zijn soloregiedebuut. Althans, dat zou zo geweest zijn als de film gelijk in 1950 was uitgebracht. De film werd half november 1950 op locatie opgenomen in New York. Maar vanwege de hoorzitting van Larry Parks voor de HUAC (zie boven) stelde MGM de lancering van de film uit tot 1952 en werd Royal Wedding (1951) het soloregiedebuut van Donen. Hij kreeg voor Love Is Beter Than Ever wel steun van Kelly. Hoewel hij niet op de aftiteling vermeld werd, gaf Kelly wel technische adviezen tijdens de scènes die zich in de dansschool afspelen. Kelly heeft ook een klein cameo in de film.